# Jihoafrická unie na Letních olympijských hrách 1952
Jihoafrická republika se účastnila Letní olympiády 1952 ve finských Helsinkách. Zastupovalo ji 64 sportovců (60 mužů a 4 ženy) ve 13 sportech.

## Medailisté
| Medaile | Jméno                                                                | Sport      | Soutěž                        |
| ------- | -------------------------------------------------------------------- | ---------- | ----------------------------- |
| Zlato   | Esther Brandová                                                      | Atletika   | Ženy skok vysoký              |
| Zlato   | Joan Harrison                                                        | Plavání    | ženy 100 m znak               |
| Stříbro | Daphne Hasenjägerová                                                 | Atletika   | Ženy běh na 100 m             |
| Stříbro | Theunis van Schalkwyk                                                | Box        | muži váha lehkotěžká do 71 kg |
| Stříbro | Tommy Shardelow Ray Robinson                                         | Cyklistika | muži tandem                   |
| Stříbro | Tommy Shardelow Jimmy Swift Robert Fowler George Estman Ray Robinson | Cyklistika | muži stíhací závod (družstvo) |
| Bronz   | Ray Robinson                                                         | Cyklistika | muži 1000 m s pevným startem  |
| Bronz   | Willie Toweel                                                        | Box        | muži váha muší - do 52 kg     |
| Bronz   | Dries Nieman                                                         | Box        | muži váha těžká - do 81 kg    |
| Bronz   | Len Leisching                                                        | Box        | muži pérová váha - do 57 kg   |